# St Jude's Church (Glasgow)
St Jude's Church  is een kerkgebouw aan de Woodlands Road in Glasgow. Het gebouw wordt gebruikt voor erediensten door de Free Presbyterian Church of Scotland. Het is het grootste kerkgebouw van dit kerkverband in oppervlakte en zitplaatsen.  Een bekende predikant van de gemeente was Donald Maclean, die de gemeente diende van 1960 tot zijn emeritaat in 2000.
Deze kerk is de voormalige gebouw van de Woodlands United Free Church, die in 1874-6 voor de United Presbyterian Church gebouwd werd.
Vroeger was de FP-gemeente Glasgow de grootste gemeente van het kerkverband.  In een vroegere St Jude's-gebouw had de gemeente in het begin 20e eeuw meer dan 1000 kerkgangers). 
Binnen de kerkgebouwen is de boekhandel de Free Presbyterian Bookroom gesticht. 